# Agathis tatarica
Agathis tatarica är en stekelart som beskrevs av Telenga 1933. Agathis tatarica ingår i släktet Agathis och familjen bracksteklar. Inga underarter finns listade i Catalogue of Life.